# Does Your Mother Know
Does Your Mother Know is een nummer van de Zweedse popgroep ABBA uit 1979. Het nummer is de tweede single van hun album Voulez-Vous. De B-kant van het nummer is Kisses of Fire, een ander nummer van het album.

## Achtergrondinformatie
Does Your Mother Know werd opgenomen in februari 1979 en uitgebracht in april van dat jaar. Het nummer heeft de stijl van de jaren '50/jaren '60, een beetje rock-'n-roll. Het nummer gaat over een man die het flirten van een veel jonger meisje beantwoordt ("Does Your Mother Know" betekent in het Nederlands "Weet Je Moeder Ervan"). Does Your Mother Know wijkt af van de normale ABBA-stijl, omdat de leadzang niet wordt gedaan door (een van) de vrouwelijke groepsleden (Agnetha Fältskog en Anni-Frid Lyngstad), maar door mannelijk groepslid Björn Ulvaeus.

## Hitnotering
| Does Your Mother Know in de Nederlandse Top 40 binnen: 12 mei 1979 | Does Your Mother Know in de Nederlandse Top 40 binnen: 12 mei 1979 | Does Your Mother Know in de Nederlandse Top 40 binnen: 12 mei 1979 | Does Your Mother Know in de Nederlandse Top 40 binnen: 12 mei 1979 | Does Your Mother Know in de Nederlandse Top 40 binnen: 12 mei 1979 | Does Your Mother Know in de Nederlandse Top 40 binnen: 12 mei 1979 | Does Your Mother Know in de Nederlandse Top 40 binnen: 12 mei 1979 | Does Your Mother Know in de Nederlandse Top 40 binnen: 12 mei 1979 | Does Your Mother Know in de Nederlandse Top 40 binnen: 12 mei 1979 | Does Your Mother Know in de Nederlandse Top 40 binnen: 12 mei 1979 |
| Week:                                                              | 1                                                                  | 2                                                                  | 3                                                                  | 4                                                                  | 5                                                                  | 6                                                                  | 7                                                                  | 8                                                                  |                                                                    |
| ------------------------------------------------------------------ | ------------------------------------------------------------------ | ------------------------------------------------------------------ | ------------------------------------------------------------------ | ------------------------------------------------------------------ | ------------------------------------------------------------------ | ------------------------------------------------------------------ | ------------------------------------------------------------------ | ------------------------------------------------------------------ | ------------------------------------------------------------------ |
| Positie:                                                           | 18                                                                 | 11                                                                 | 5                                                                  | 4                                                                  | 4                                                                  | 11                                                                 | 14                                                                 | 29                                                                 | uit                                                                |

| Does Your Mother Know in de Single Top 100 binnen: 12 mei 1979 | Does Your Mother Know in de Single Top 100 binnen: 12 mei 1979 | Does Your Mother Know in de Single Top 100 binnen: 12 mei 1979 | Does Your Mother Know in de Single Top 100 binnen: 12 mei 1979 | Does Your Mother Know in de Single Top 100 binnen: 12 mei 1979 | Does Your Mother Know in de Single Top 100 binnen: 12 mei 1979 | Does Your Mother Know in de Single Top 100 binnen: 12 mei 1979 | Does Your Mother Know in de Single Top 100 binnen: 12 mei 1979 | Does Your Mother Know in de Single Top 100 binnen: 12 mei 1979 | Does Your Mother Know in de Single Top 100 binnen: 12 mei 1979 | Does Your Mother Know in de Single Top 100 binnen: 12 mei 1979 | Does Your Mother Know in de Single Top 100 binnen: 12 mei 1979 | Does Your Mother Know in de Single Top 100 binnen: 12 mei 1979 |
| Week:                                                          | 1                                                              | 2                                                              | 3                                                              | 4                                                              | 5                                                              | 6                                                              | 7                                                              | 8                                                              | 9                                                              | 10                                                             | 11                                                             |                                                                |
| -------------------------------------------------------------- | -------------------------------------------------------------- | -------------------------------------------------------------- | -------------------------------------------------------------- | -------------------------------------------------------------- | -------------------------------------------------------------- | -------------------------------------------------------------- | -------------------------------------------------------------- | -------------------------------------------------------------- | -------------------------------------------------------------- | -------------------------------------------------------------- | -------------------------------------------------------------- | -------------------------------------------------------------- |
| Positie:                                                       | 30                                                             | 8                                                              | 3                                                              | 4                                                              | 4                                                              | 6                                                              | 8                                                              | 15                                                             | 20                                                             | 29                                                             | 41                                                             | uit                                                            |

### Evergreen Top 1000
| Evergreen Top 1000 "Does Your Mother Know" | Evergreen Top 1000 "Does Your Mother Know" | Evergreen Top 1000 "Does Your Mother Know" | Evergreen Top 1000 "Does Your Mother Know" | Evergreen Top 1000 "Does Your Mother Know" | Evergreen Top 1000 "Does Your Mother Know" | Evergreen Top 1000 "Does Your Mother Know" | Evergreen Top 1000 "Does Your Mother Know" | Evergreen Top 1000 "Does Your Mother Know" | Evergreen Top 1000 "Does Your Mother Know" | Evergreen Top 1000 "Does Your Mother Know" |
| Jaar                                       | 2008                                       | 2009                                       | 2010                                       | 2011                                       | 2012                                       | 2013                                       | 2014                                       | 2015                                       | 2016                                       | 2017                                       |
| ------------------------------------------ | ------------------------------------------ | ------------------------------------------ | ------------------------------------------ | ------------------------------------------ | ------------------------------------------ | ------------------------------------------ | ------------------------------------------ | ------------------------------------------ | ------------------------------------------ | ------------------------------------------ |
| Positie                                    | -                                          | -                                          | -                                          | -                                          | -                                          | -                                          | -                                          | -                                          | -                                          | 986                                        |

### NPO Radio 2 Top 2000
| Nummer met noteringen in de NPO Radio 2 Top 2000 | '99  | '00 | '01  | '02  | '03  | '04  | '05 | '06  | '07 | '08 | '09  | '10 | '11  | '12  | '13  | '14  | '15  | '16 | '17 | '18 | '19 | '20 | '21 | '22 | '23 | '24 |
| ------------------------------------------------ | ---- | --- | ---- | ---- | ---- | ---- | --- | ---- | --- | --- | ---- | --- | ---- | ---- | ---- | ---- | ---- | --- | --- | --- | --- | --- | --- | --- | --- | --- |
| Does Your Mother Know                            | 1163 | 882 | 1027 | 1051 | 1020 | 1069 | 825 | 1193 | 850 | 961 | 1128 | 981 | 1141 | 1089 | 1410 | 1262 | 1168 | 759 | 737 | 602 | 560 | 518 | 442 | 398 | 399 | 373 |

1. ↑  Een vetgedrukt getal geeft de hoogste notering aan.

### JOE FM Hitarchief 2000
| "Does Your Mother Know" | "Does Your Mother Know" | "Does Your Mother Know" | "Does Your Mother Know" | "Does Your Mother Know" | "Does Your Mother Know" | "Does Your Mother Know" | "Does Your Mother Know" | "Does Your Mother Know" | "Does Your Mother Know" | "Does Your Mother Know" | "Does Your Mother Know" | "Does Your Mother Know" | "Does Your Mother Know" |
| Jaar                    | 2009                    | 2010                    | 2011                    | 2012                    | 2013                    | 2014                    | 2015                    | 2016                    | 2017                    | 2018                    | 2019                    | 2020                    | 2021                    |
| ----------------------- | ----------------------- | ----------------------- | ----------------------- | ----------------------- | ----------------------- | ----------------------- | ----------------------- | ----------------------- | ----------------------- | ----------------------- | ----------------------- | ----------------------- | ----------------------- |
| Positie                 | 1852                    | 1397                    | 1239                    | 1305                    | 1176                    | 1107                    | 1124                    | 1388                    | 1366                    | 1348                    | 643                     | 225                     | 147                     |

## Trivia
- Het nummer wordt uitgevoerd in de musical Mamma Mia!, waarin Tanya op het strand de jongens van haar lijf probeert te houden. In de verfilming Mamma Mia! wordt Tanya gespeeld door Christine Baranski.
- Does Your Mother Know komt voor in de film Johnny English uit 2003 met Rowan Atkinson in de hoofdrol. In de film playbackt hij het nummer. In dezelfde film zingt hij ook een stukje van Thank You for the Music.
- Op 21 oktober 2019 komt Baggio met een nieuwe versie van Does Your Mother Know. Deze versie is uitgebracht met goedkeuring van ABBA en Universal Music Publishing.